# Bryophaenocladius digitatus
Bryophaenocladius digitatus är en tvåvingeart som beskrevs av Ole Anton Saether 1973. Bryophaenocladius digitatus ingår i släktet Bryophaenocladius och familjen fjädermyggor.
Artens utbredningsområde är South Dakota. Inga underarter finns listade i Catalogue of Life.